# Eco (Holmboe)
Eco is een compositie van Vagn Holmboe.
Eco (Nederlands: Echo) verwijst naar de structuur van de compositie, waarbij de instrumentatie motieven steeds terug laat komen. Anderzijds, liet de componist weten, is het een weergave van persoonlijke herinneringen die aan het eind van iemands leven gewild en ongewild komen bovendrijven. Het was een van de laatste werken van de componist. Eco is geschreven voor klarinet,  cello en piano. Holmboe liet zich voor wat instrumentatie inspireren door klarinettrio’s van Ludwig van Beethoven en Johannes Brahms. Het werk kent dan ook de klassieke driedelige opzet, hier in de variant snel-langzaam-langzaam:
- Allegro liberamente
- Andante con moto
- Andante

Dacapo Records nam Eco op in het kader van twee uitgaven van vergeten kamermuziek van de Deense componist. 